# Caroline Series
Caroline Mary Series FRS (Oxford 24 maart 1951) is een Engelse wiskundige die bekend is vanwege haar werk in hyperbolische meetkunde, Kleinse groepen en dynamische systemen.

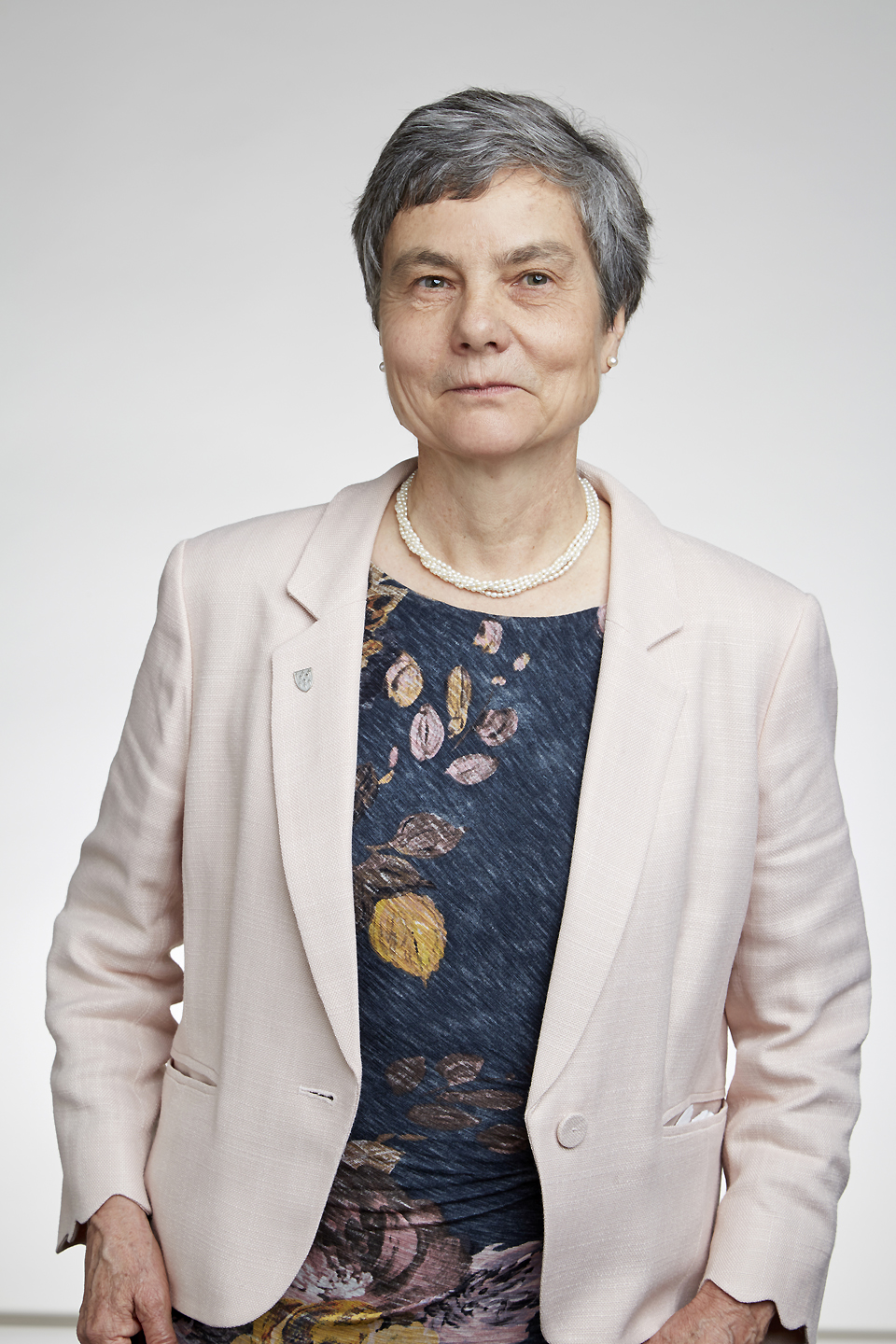
Caroline Series in 2016

## Jeugd en scholing

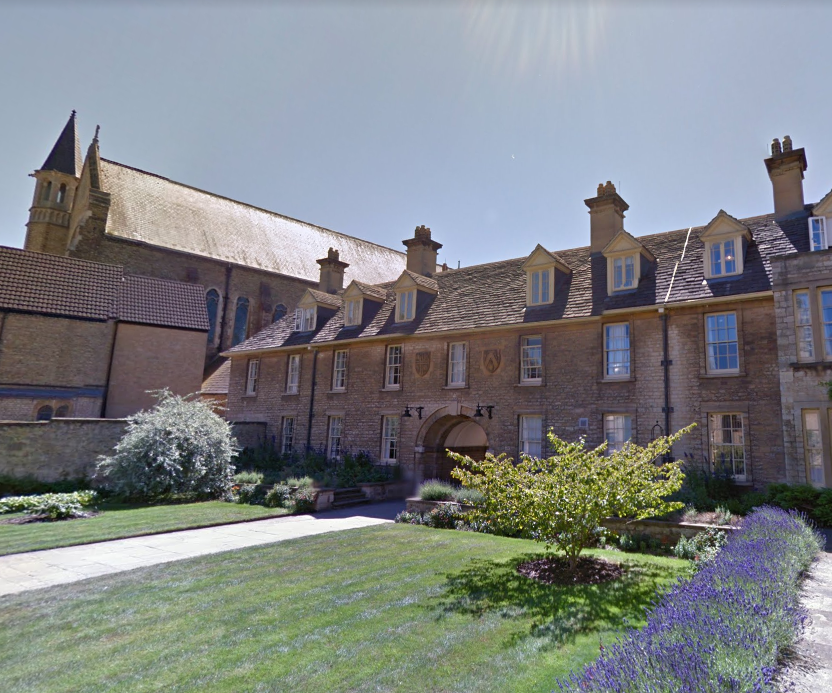
Somerville College, Oxford, waar Series studeerde.

Series werd op 24 maart 1951 in Oxford geboren als kind van Annette en George Series. Zij ging naar de Oxford High School for Girls en vanaf 1969 studeerde zij aan het Somerville College, Oxford, waar zij in 1972 een B.A. in wiskunde haalde en de Mathematical Prize van de universiteit uitgereikt kreeg. Zij won een Kennedy Scholarship en studeerde vanaf 1972 aan Harvard University, en promoveerde in 1976 op de ergodiciteit van productgroepen; haar promotor was George Mackey.

## Carrière en onderzoek
In 1976-77 werkte Series aan de University of California, Berkeley en deed zij onderzoek aan het 1977-78 aan het Newnham College te Cambridge. Vanaf 1978 werkte zij bij de University of Warwick, waar zij in 1992 als professor werd aangesteld. Vanaf 1999 tot 2004 was zij Engineering and Physical Sciences Research Council (EPSRC) Senior Research Fellow aan de universiteit van Warwick. 
In de jaren ’70 vond Series illustries van Rufus Bowen’s Theory of Dynamic Systems in de meetkunde van voortgezette breuken en tweedimensionale hyperbolische meetkunde, het effect van fuchs-groepen. Daarna onderzocht zij gelijke geometrische patronen in driedimensionale hyperbolische ruimten, inclusief fractale patronen, met Klein-groepen als symmetriegroepen. De computerbeelden leidden tot een boekproject met David Mumford en David Wright, wat meer dan tien jaar duurde. Mede-auteurs zijn Linda Keen en Joan Birman. Zij is emeritus professor in wiskunde aan de universiteit van Warwick. Sinds 2018 is zij voorzitter van de London Mathematical Society.

## Publicaties
- Caroline Series (1982). Noneuclidean Geometry, Continued Fractions and Ergodic Theory. Mathematical Intelligencer 4: 24.
- Caroline Series (1985). The geometry of Markoff Numbers. Mathematical Intelligencer 7: 24-31.
- Caroline Series (1987). Some Geometrical Models of Chaotic Dynamics. Proceedings Royal Society A 413: 171.
- T. Bedford, M. Keane, C. Series (1991). ‘’Ergodic Theory, Symbolic Dynamics and Hyperbolic Spaces’’. Oxford University Press.
- David Mumford, Caroline Series, David Wright (2002). ‘’Indra’s Pearls’’. Cambridge University Press.
- Caroline Series, David Wright (2007). Non euclidean geometry and Indra´s Pearls. Plus Magazine 7: 24-31.  Gearchiveerd van origineel op 28 maart 2023.

## Erkenning
In 1987 ontving Series de Junior Whitehead Prize van de London Mathematical Society. In 1992 hield zij de Rouse Ball lezing in Cambridge en in 1986 werd zij als spreker uitgenodigd op het International Congress of Mathematicians in Berkeley (Symbolic Dynamics for Geodesic Flows). Van 1990 tot 2001 was zij de redacteur van de Student Texts of the London Mathematical Society. In 1986 was zij mede-oprichter van European Women in Mathematics (EWM). In 2009 was zij de Emmy Noether gastdocent aan de universiteit van Gottingen. Ook werd zij gekozen als Fellow van de American Mathematical Society. 
- 1972–74 - Kennedy Scholarship, Harvard University
- 1987 - Junior Whitehead Prize, London Mathematical Society
- 2014 - Senior Anne Bennett Prize, London Mathematical Society
- 2016 - Fellow of the Royal Society
- 2017 - Lid van de Academia Europaea[1]

## Privéleven
Zij is de dochter van natuurkundige George Series.